# Thibaud Hug de Larauze
Thibaud Hug de Larauze, né le 24 mars 1988, est un entrepreneur et homme d'affaires français, cofondateur de la societé de vente en ligne Back Market.

## Origines familiales

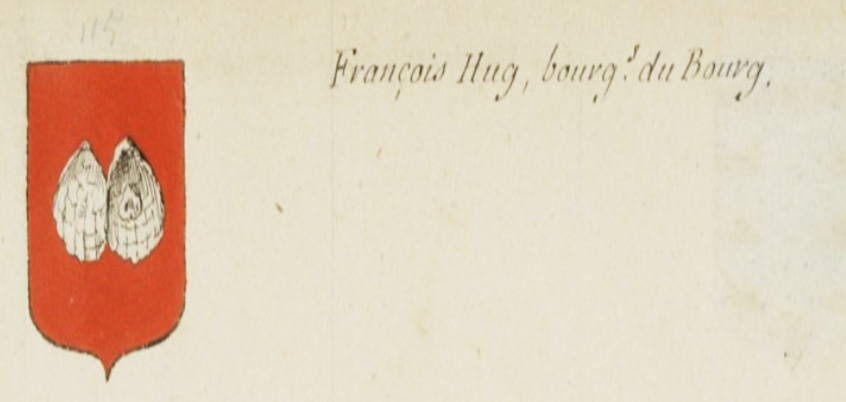
Blason Hug.

Thibaud Hug de Larauze est le fils de Bruno Hug de Larauze (né en 1960), dirigeant du Groupe IDEA jusqu'en 2024 et de Valérie Giraud. Marié à Astrid Chalopin (née en 1992), il a deux filles, Céleste et Jeanne.
La famille Hug de Larauze est une famille d'ancienne bourgeoisie originaire du Quercy, où elle acquiert les fief et château de Larauze au XVIIe siècle. Son blason, présent à l'Armorial de 1696, est « de gueules, à une huître ouverte d'argent ».

## Parcours professionnel

### Formation
Après un baccalauréat scientifique obtenu à Toronto en 2006, Thibaud Hug de Larauze entre à l'IESEG, école de commerce parisienne, où il bénéficie d'un cursus universitaire dirigé vers l'international avec l'intention d'un Bachelor en International Relations and Affairs à l’Universidad de Monterrey, une année de césure en Haïti où il contribue à la construction d'écoles. En 2010 il suit un programme de MBA en entrepreneuriat à l’International Management Institute. Il est diplômé de l’IESEG en 2011 avec un Master en International Negociation. 
Il intègre alors l’entreprise Neteven, où il accompagne des usines de reconditionnement pour mieux de développer leur distribution sur le web, s'apercevant du besoin de valoriser et donner plus de visibilité à cette filière

### Création et développement de BackMarket
Thibaud Hug de Larauze  s’associe en novembre 2014 à Quentin Le Brouster et Vianney Vaute pour fonder Back Market, site de vente basé sur le principe de l'économie circulaire, et proposant de vendre des équipements électroniques grand public recyclés et reconditionnés, en particulier les smartphones, ordinateurs et tablettes.
Le succès est au rendez-vous avec une croissance très importante du chiffre d'affaires qui passe de 3 a 95 millions d'euros en trois ans, et qui permet plusieurs levées de fonds pour accompagner le développement de l'entreprise, aujourd'hui leader du marché européen de vente de matériel électronique reconditionné et employant 700 salariés à Paris, Bordeaux, Londres, New York, Barcelone, Berlin et Tokyo. Le volume de ses ventes est, quant à lui, évalué a 2,167 milliards d'euros en 2023, pour une valorisation évaluée a 5,7 milliards d'euros en 2022.

## Fortune
Évaluée à partir de la valeur de ses actions de BackMarket, la fortune de Thibaud Hug de Larauze s'établit en juillet 2024 par le magazine Challenge à plus de 375 millions d'euros.